# Dobrodzień
Dobrodzień (Guttentag in tedesco) è un comune urbano-rurale polacco del distretto di Olesno, nel voivodato di Opole.
Ricopre una superficie di 162,84 km² e nel 2006 contava 10 651 abitanti.
Il tedesco è riconosciuto e tutelato nel comune come lingua della minoranza.

## Amministrazione

### Gemellaggi
Dobrodzień è gemellata con:
- Haan